# Kultainen kypärä
Le Kultainen kypärä (littéralement Casque d'or) est remis annuellement au meilleur joueur de hockey sur glace du championnat de Finlande élu par ses pairs.

## Joueur récompensé
| Saison    | Joueur           | Équipe           |
| --------- | ---------------- | ---------------- |
| 1986-1987 | Pekka Järvelä    | JYP Jyväskylä    |
| 1987-1988 | Jarmo Myllys     | Lukko Rauma      |
| 1988-1989 | Jukka Vilander   | TPS Turku        |
| 1989-1990 | Jukka Tammi      | Ilves Tampere    |
| 1990-1991 | Teemu Selänne    | Jokerit Helsinki |
| 1991-1992 | Mikko Mäkelä     | TPS Turku        |
| 1992-1993 | Juha Riihijärvi  | JYP Jyväskylä    |
| 1993-1994 | Esa Keskinen     | TPS Turku        |
| 1994-1995 | Saku Koivu       | TPS Turku        |
| 1995-1996 | Juha Riihijärvi  | Lukko Rauma      |
| 1996-1997 | Kimmo Rintanen   | TPS Turku        |
| 1997-1998 | Raimo Helminen   | Ilves Tampere    |
| 1998-1999 | Brian Rafalski   | HIFK             |
| 1999-2000 | Kai Nurminen     | TPS Turku        |
| 2000-2001 | Kimmo Rintanen   | TPS Turku        |
| 2001-2002 | Janne Ojanen     | Tappara Tampere  |
| 2002-2003 | Antti Miettinen  | HPK Hämeenlinna  |
| 2003-2004 | Timo Pärssinen   | HIFK             |
| 2004-2005 | Tim Thomas       | Jokerit Helsinki |
| 2005-2006 | Tony Salmelainen | HIFK             |
| 2006-2007 | Cory Murphy      | HIFK             |
| 2007-2008 | Ville Leino      | Jokerit Helsinki |
| 2008-2009 | Juuso Riksman    | Jokerit Helsinki |
| 2009-2010 | Jori Lehterä     | Tappara Tampere  |
| 2010-2011 | Ville Peltonen   | HIFK             |
| 2011-2012 | Tomáš Záborský   | Ässät            |
| 2012-2013 | Sakari Salminen  | KalPa            |
| 2013-2014 | Michael Keränen  | Ilves Tampere    |
| 2014-2015 | Kim Hirschovits  | Espoo Blues      |
| 2015-2016 | Kristian Kuusela | Tappara Tampere  |
| 2016-2017 | Mika Pyörälä     | Kärpät Oulu      |
| 2017-2018 | Tomi Kallio      | Kärpät Oulu      |
| 2018-2019 | Ville Leskinen   | Kärpät Oulu      |
| 2019-2020 | Justin Danforth  | Lukko            |
| 2020-2021 | Petri Kontiola   | HPK              |
| 2021-2022 | Anton Levtchi    | Tappara Tampere  |